# فضل محمد السواتي
فضل محمد السواتي (1337 - 1419 هـ / 1918 - 1998 م) هو عالم مسلم ، من أهل الباكستان.
هو فضل محمد بن جان محمد الصديقي السواتي.ولد في بلدة بر در شخيله التابعة لمديرية سوات.انتقل إلى ديوبند و أخذ عن حسين أحمد المدني، و إعزاز علي، وأصغر حسين، وغيرهم. له قصيدة في الرثاء اختص بها شيخه محمد شفيع عثماني.